# Moïse III de Tatev
Moïse III de Tatev ou Movses III Tat’ewac’i (en arménien Մովսես Գ Տաթևացի ; mort le 14 mai 1632), également Moïse III de Khotanan, est Catholicos de l'Église apostolique arménienne de 1629 à 1632.

## Biographie
Moïse reçoit son éducation et débute en 1618 sa carrière de vardapet au monastère de Tatev, en Siounie. Il devient ensuite chapelain de la cathédrale d'Etchmiadzin, de 1625 à 1629. Le premier coadjuteur Melchisédech Ier de Garni (1593-1628) le détestait cependant et il lui dit : « quitte ce pays et vas où tu veux ». Moïse s’en alla donc au village de Khkelo Tzor, près de la forteresse d’Erevan qui avait été conquise par les armées iraniennes en 1604. En réglant un litige privé survenu entre un notable arménien nommé Hovhannès et son épouse, sœur d'Amir Gouna Khan, le gouverneur iranien de la ville (1604-1628), Moïse s’attire la bienveillance du souverain Chah Abbas.
En 1628, après la mort du Catholicos-coadjuteur Melchisédech Ier de Garni, son neveu et co-coadjuteur Sahak IV de Garni (1624-1628) écarte Moïse de Tatev du siège patriarcal, bien que ce dernier ait été désigné comme successeur du vieux Catholicos en titre David IV de Vagharchapat (1587-1629). Sahak IV se rend à la cour de Chah Abbas sans obtenir la confirmation de la dignité qu’il avait usurpée. Il doit revenir en Arménie et se retire à Van. Pendant ce temps, Moïse est élu Catholicos le 13 janvier 1629 après la démission de David IV de Vagharchapat.
Avec l’appui du Catholicos de Sis et du Patriarche arménien de Constantinople, Sahak IV tente ensuite d’obtenir le patriarcat grâce au gouvernement ottoman du Sultan Mourad IV qui s’opposait  à l’Iran en Arménie. Il est expulsé par les habitants d’Amid, partisans de Moïse III, et doit se réfugier en Géorgie jusqu’à la mort du patriarche.
Moïse de Tatev s’était consacré longtemps avant son avènement à une œuvre de réforme et de réorganisation des institutions  patriarcales. Il est à l’origine de la restauration du  siège d'Etchmiadzin après deux cents ans de conflits entre les clans épiscopaux qui l’avaient amené au bord de la ruine. Moïse III s’est également montré un négociateur avisé qui sut mettre à profit les bonnes dispositions de Chah Abbas à son égard pour obtenir du gouvernement persan la fin des exactions notamment financières dont l'Église arménienne était victime, et même l’exonération de certains impôts.
Sur le plan doctrinal, il se signale par l’envoi en 1631 de correspondances au pape Urbain VIII et au roi de Pologne Sigismond III Vasa pour dénoncer les intrigues d’un certain abbé Nikol Thorosovitch qui avait été sacré en 1626 « évêque des Arméniens de Pologne » par Melchisédech Ier, qu'il avait excommunié en 1629 mais qui avec l’appui des Jésuites de Lemberg, tentait en vain  d’obtenir de la communauté arménienne de ce pays qu’elle se rallie l’Église catholique.
Le Catholicos Moïse III meurt le 14 mai 1632. Malgré la très courte durée de son patriarcat, l’œuvre de Moïse de Tatev est à l’origine du renouveau de l’influence morale du Catholicossat d'Etchmiadzin au XVIIe siècle.

## Sources
- (en) Mathieu de Tokat, traduction de Salomon Caesar Malan, The life and Times of St Gregory the Illuminator, Londres, Oxford, Cambridge, 1857, « II Of the Armenian Church », p. 45-46.
- Joseph Fr. Michaud et Louis Gabriel Michaud, Biographie universelle, ancienne et moderne, Paris, 1825, Tome XVII, p. 429, et Tome XXXIX, p. 501-502.
- Gérard Dédéyan (dir.), Histoire du peuple arménien, Toulouse, Éd. Privat, 2007 (1re éd. 1982), 991 p. [détail de l’édition] (ISBN 978-2-7089-6874-5)